# Ynso Scholten

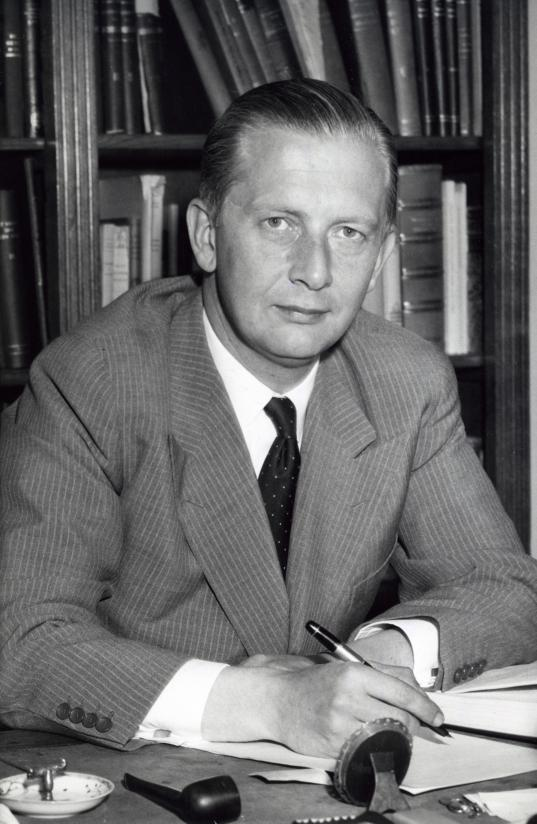
Ynso Scholten (1959)

Ynso Scholten (* 1. Februar 1918 in Amsterdam; † 13. Juni 1984 in Den Haag) war ein niederländischer Rechtsanwalt und Politiker der Christelijk-Historische Unie (CHU), der 1959 bis 1963 Staatssekretär für Kunst im Kabinett von Ministerpräsident Jan de Quay war und in dieser Funktion ein Denkmalgesetz sowie ein neues Archivgesetz einbrachte. Er war zwischen 1963 und 1965 Justizminister im Kabinett von Ministerpräsident Victor Marijnen und sorgte in dieser Funktion nicht nur für neue gesetzliche Regelungen des Glücksspiels, sondern auch bei der Zulassung von Ausländern. Er stand des Weiteren dem privatrechtlichen Rundfunk ablehnend gegenüber und verbot 1964 die Ausstrahlung von Fernsehsendungen vom Piratensender auf REM-eiland.
1965 verließ Scholten weitgehend das politische Leben, arbeitete aber zeitweise 1972 als Berater für das Kabinett von Ministerpräsident Barend Biesheuvel.

## Leben
Scholten war ein Sohn von Paul Scholten, der Professor für Rechtswissenschaften an der Universität von Amsterdam sowie 1945 bis 1946 kurzzeitig für die Christelijk-Historische Unie (CHU) Mitglied der Ersten Kammer der Generalstaaten war. Er selbst begann nach dem Besuch eines Gymnasiums in Amsterdam 1936 ein Studium im Fach Recht der Niederlande an der Universität von Amsterdam, das er 1942 an der Freien Universität Amsterdam abschloss. Nach Abschluss des Studiums nahm er 1942 eine Tätigkeit als Rechtsanwalt in der Amsterdamer Anwaltskanzlei Van der Feltz & Riechelmann auf und war zuletzt bis zum 1. Juli 1959 in der in Van der Feltz, Voûte, Riechelmann, Scholten, Sluyter en Van Sandick umbenannten Kanzlei einer der Partner. Daneben arbeitete er zwischen 1943 und Mai 1944 zunächst Mitarbeiter der Juristischen Abteilung der Handelskammer zu Rotterdam.
Am 16. Juni 1959 wurde Scholten von Ministerpräsident Jan de Quay zum Staatssekretär im Ministerium für Bildung, Kunst und Wissenschaften in dessen Kabinett berufen und war als solcher bis zum 24. Juli 1963 zuständig für Jugendbildung, Gemeinschaftsentwicklung, Körperkultur, Sport, Presse, Rundfunk, Fernsehen, Kunst, Archäologie und Naturschutz. Er war damit einer der engsten Mitarbeiter des damaligen Ministers für Unterricht, Kunst und Wissenschaften Jo Cals und brachte in dieser Funktion ein Denkmalgesetz (Monumentenwet) sowie ein neues Archivgesetz (Archiefwet) ein.
In der darauf folgenden Regierung von Ministerpräsident Victor Marijnen übernahm Scholten am 24. Juli 1963 das Amt des Justizministers (Minister van Justitie) und bekleidete dieses bis zum 14. April 1965. In dieser Funktion sorgte er nicht nur für neue gesetzliche Regelungen des Glücksspiels, sondern auch bei der Zulassung von Ausländern. Er stand des Weiteren dem privatrechtlichen Rundfunk ablehnend gegenüber und verbot 1964 die Ausstrahlung von Fernsehsendungen vom Piratensender auf REM-eiland.
Für seine politischen Verdienste wurde er am 27. April 1965 zum Kommandeur des Orden von Oranien-Nassau ernannt.
Nach seinem Ausscheiden aus dem Kabinett zog er sich weitgehend aus dem politischen Leben zurück und wurde Partner der in Den Haag ansässigen Anwaltssozietät De Brauw en Helbach. Scholten, der 1959 der Christelijk-Historische Unie (CHU) als Mitglied beigetreten war, übernahm 1967 jedoch den Vorsitz der parteiinternen Untersuchungskommission für die Niederlage bei den Wahlen sowie einer Parteikommission für eine Zusammenarbeit der CHU mit der Anti-Revolutionaire Partij (ARP) und der Katholieke Volkspartij (KVP). Daneben war er bis 1980 Mitglied des Einheitsrates der CHU.
Aus seiner am 6. Mai 1943 geschlossenen Ehe mit Petronella Anna Baroness van Asbeck gingen ein Sohn und drei Töchter hervor, darunter die Juristin Marijke Scholten, die zwischen 2011 und 2015 als Vertreterin der Democraten 66 (D66) Mitglied der Ersten Kammer der Generalstaaten war.